# 14e regering van Israël
De 14e regering (ook bekend als het kabinet–Meïr I) was de uitvoerende macht van de Staat Israël van 17 maart 1969 tot 15 december 1969. Premier Golda Meïr (Arbeidspartij) stond aan het hoofd van een coalitie van de Arbeidspartij, Mapam, de Nationaal-Religieuze Partij, Gahal en de Onafhankelijke Liberalen.

## Ambtsbekleders
| Ambtsbekleder           | Ambtsbekleder           | Ambtsbekleder                                        | Functie                                           | Ambtstermijn     | Ambtstermijn     | Partij                       |
| ----------------------- | ----------------------- | ---------------------------------------------------- | ------------------------------------------------- | ---------------- | ---------------- | ---------------------------- |
|                         | Golda Meïr              | Golda Meïr גּוֹלְדָּה מֵאִיר (1898–1978)                    | Premier                                           | 17 maart 1969    | 3 juni 1974      | Arbeidspartij                |
|                         | Yigal Allon             | Rav Aluf Yigal Allon יִגְאָל אַלּוֹן (1918–1980)           | Vicepremier                                       | 1 juli 1968      | 15 december 1969 | Arbeidspartij                |
| Minister van Immigratie | Yigal Allon             | Rav Aluf Yigal Allon יִגְאָל אַלּוֹן (1918–1980)           |                                                   | 1 juli 1968      | 15 december 1969 | Arbeidspartij                |
|                         | Moshe Dayan             | Rav Aluf Moshe Dayan משה דיין (1915–1981)            | Minister van Defensie                             | 5 juni 1967      | 3 juni 1974      | Arbeidspartij                |
|                         | Abba Eban               | Abba Eban אבא אבן (1915–2002)                        | Minister van Buitenlandse Zaken                   | 12 januari 1966  | 3 juni 1974      | Arbeidspartij                |
|                         | Chaim-Moshe Shapira     | Chaim-Moshe Shapira חיים משה שפירא (1902–1970)       | Minister van Binnenlandse Zaken                   | 17 december 1959 | 15 juli 1970     | Nationaal- Religieuze Partij |
|                         | Zeev Sherf              | Zeev Sherf זאב שרף (1904–1984)                       | Minister van Financiën                            | 6 augustus 1968  | 15 december 1969 | Arbeidspartij                |
| Minister van Economie   | Zeev Sherf              | Zeev Sherf זאב שרף (1904–1984)                       | 22 november 1966                                  |                  | 15 december 1969 | Arbeidspartij                |
|                         | Yaakov Shimshon Shapira | Yaakov Shimshon Shapira יעקב שמשון שפירא (1902–1993) | Minister van Justitie                             | 12 januari 1966  | 12 juni 1972     | Arbeidspartij                |
|                         | Israel Barzilai         | Israel Barzilai ישראל ברזילי (1913–1970)             | Minister van Volksgezondheid                      | 12 januari 1966  | 15 december 1969 | Mapam                        |
|                         | Josef Almogi            | Josef Almogi יוסף אלמוגי (1910–1991)                 | Minister van Arbeid                               | 8 juli 1968      | 10 maart 1974    | Arbeidspartij                |
|                         | Yosef Burg              | Yosef Burg יוסף בורג (1909–1999)                     | Minister van Sociale Zaken en Welzijn             | 17 december 1959 | 1 september 1970 | Nationaal- Religieuze Partij |
|                         | Zalman Aran             | Zalman Aran זַלְמָן אֲרָן (1899–1970)                     | Minister van Onderwijs en Cultuur                 | 26 juni 1963     | 15 december 1969 | Arbeidspartij                |
|                         | Moshe Carmel            | Moshe Carmel משה כרמל (1911–2003)                    | Minister van Vervoer                              | 30 mei 1965      | 15 december 1969 | Arbeidspartij                |
|                         | Chaim Gvati             | Chaim Gvati חיים גבתי (1901–1990)                    | Minister van Landbouw                             | 10 november 1964 | 3 juni 1974      | Arbeidspartij                |
|                         | Mordechai Bentov        | Mordechai Bentov מרדכי בנטוב (1900–1985)             | Minister van Huisvesting                          | 12 januari 1966  | 15 december 1969 | Mapam                        |
|                         | Moshe Kol               | Moshe Kol משה קול (1911–1989)                        | Minister van Ontwikkelingen                       | 12 januari 1966  | 15 december 1969 | Onafhankelijke Liberalen     |
| Minister van Toerisme   | Moshe Kol               | Moshe Kol משה קול (1911–1989)                        | 21 juni 1974                                      | 12 januari 1966  |                  | Onafhankelijke Liberalen     |
|                         | Eliahu Sasson           | Eliahu Sasson אליהו ששון (1902–1978)                 | Minister van Openbare Veiligheid                  | 2 januari 1967   | 15 december 1969 | Arbeidspartij                |
|                         | Zerach Warhaftig        | Zerach Warhaftig זרח ורהפטיג (1906–2002)             | Minister van Religieuze Zaken                     | 1 november 1961  | 10 maart 1974    | Nationaal- Religieuze Partij |
|                         | Israel Yeshayahu        | Israel Yeshayahu ישראל ישעיהו (1908–1979)            | Minister van Communicatie                         | 2 januari 1967   | 15 december 1969 | Arbeidspartij                |
|                         | Israel Galili           | Tat Aluf Israel Galili ישראל גלילי (1911–1986)       | Minister van Informatie                           | 6 juni 1967      | 15 december 1969 | Arbeidspartij                |
|                         | Menachem Begin          | Menachem Begin מְנַחֵם בֵּגִין (1913–1992)                 | Minister zonder portefeuille (Algemene Zaken)     | 6 juni 1967      | 6 augustus 1970  | Gahal                        |
|                         | Josef Sapir             | Josef Sapir יוסף ספיר (1902–1972)                    | Minister zonder portefeuille (Binnenlandse Zaken) | 6 juni 1967      | 15 december 1969 | Gahal                        |
|                         | Pinchas Sapir           | Pinchas Sapir פנחס ספיר (1906–1975)                  | Minister zonder portefeuille (Financiële Zaken)   | 6 augustus 1968  | 15 december 1969 | Arbeidspartij                |